# Gesualdo Libertini Pluchinotta
Gesualdo Vittorio Emanuele Libertini, Libertini Pluchinotta con provvedimento non accertato, dei Baroni di S. Marco, Patrizio di Caltagirone (Caltagirone, 21 ottobre 1860 – Caltagirone, 16 novembre 1945) è stato un politico italiano.

## Biografia
Figlio di Giulietta Pluchinotta e del barone Michelangelo Libertini (1821-1894), che di Caltagirone è stato decurione dal 1849 al 1858 e Sindaco dal 1883 al 1889, è stato a sua volta consigliere comunale e prosindaco di Caltagirone, membro della congregazione di carità e consigliere provinciale di Catania. Ha combattuto col grado di tenente colonnello nella prima guerra mondiale. Deputato per quattro legislature, si è occupato principalmente del circondario del suo paese, oltre che delle zolfatare siciliane. Al termine della quarta legislatura è nominato senatore.